# Boavista Futebol Clube
El Boavista Futebol Clube es un club deportivo portugués localizado en la zona occidental de Oporto. Fue oficialmente fundado el 1 de agosto de 1903 por trabajadores británicos y portugueses como equipo de fútbol, la sección más representativa en la actualidad y que a partir de la temporada 2025-26 competirá en la Primera División Distrital de Portugal que es la quinta categoría del campeonato portugués de fútbol. Cuenta además con numerosas secciones, entre ellas un equipo ciclista profesional. 
La entidad ha ganado numerosos títulos a lo largo de su historia, entre ellos el campeonato de Primera División 2000/01, cinco Copas de Portugal y tres Supercopas, coincidiendo con la mejor etapa deportiva de su historia a comienzos del siglo XXI. Es, junto a Os Belenenses, el único equipo que ha conseguido romper el dominio de los «tres grandes» —Benfica, Sporting y Oporto— en el palmarés liguero.
Después de 39 años en la élite, el Boavista atravesó una crisis financiera agravada por el descenso administrativo en 2008 como consecuencia del caso «silbato dorado». Sin embargo, el equipo fue readmitido en Primera División a partir de la campaña 2014/15, después de que la Justicia portuguesa fallase en contra de esa expulsión.
El Boavista, como equipo que es de la ciudad de Oporto, mantiene una intensa rivalidad con el Fútbol Club Oporto.

## Historia

### Primeros años

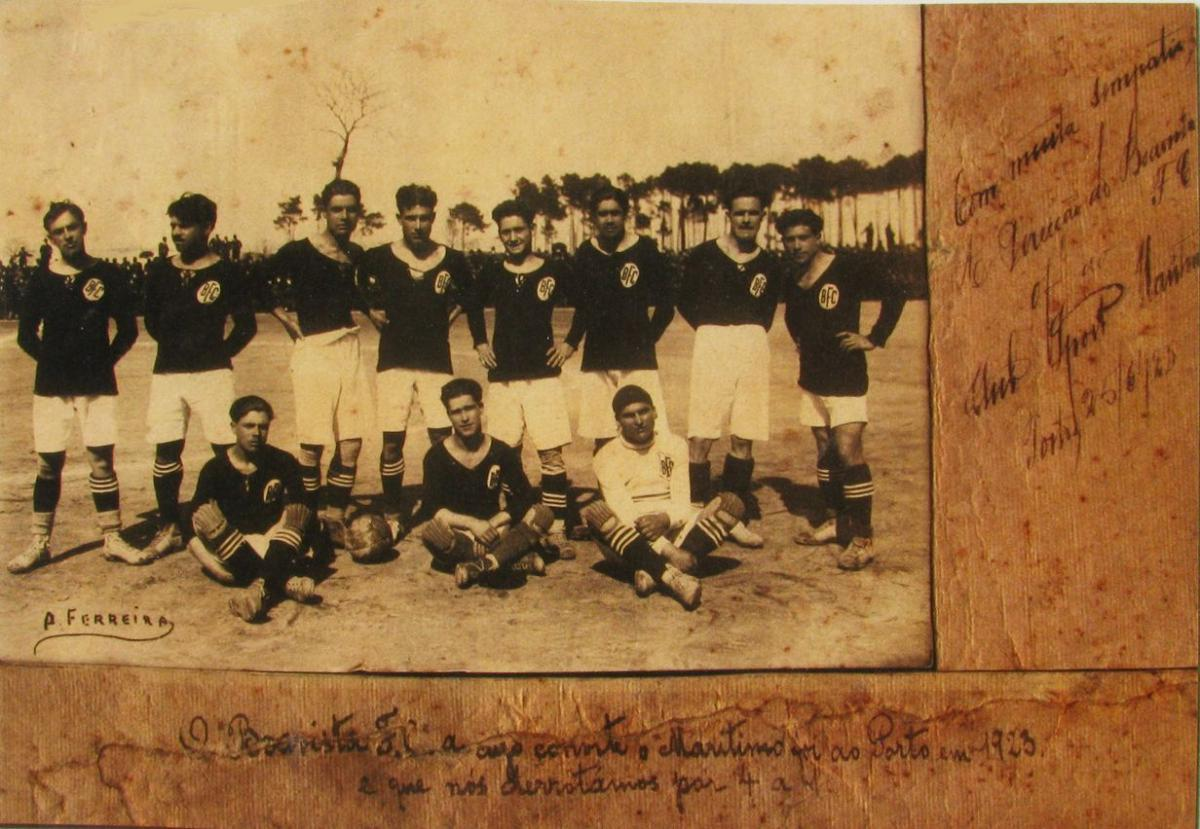
Plantel del Boavista (1923).

El Boavista F. C. fue fundado el 1 de agosto de 1903 como Boavista Footballers por dos hermanos ingleses: Harry y Dick Lowe. En sus primeros años la plantilla estaba formada por trabajadores portugueses e ingleses de la fábrica William Graham en el barrio de Boavista, freguesia de Ramalde, al oeste de Oporto. La influencia británica se mantuvo hasta 1909, cuando éstos abandonaron la directiva porque estaban en contra de practicar deporte los domingos, siguiendo los preceptos de la iglesia anglicana. La directiva pasó a estar compuesta solo por portugueses y el equipo pasó a llamarse Boavista Futebol Clube.
La entidad formó parte del primer Campeonato del Norte 1910/11 junto al FC Oporto y al Leixões Sport Club, disputando sus encuentros en el campo de fútbol de Bessa. Tres años más tarde se convirtió en el primer campeón del torneo de la Asociación de Fútbol de Oporto (1913/14). Sin embargo, fue el único título que se pudieron llevar porque el Oporto monopolizaría el palmarés en el resto de ediciones.
En 1933 se adoptó la equipación actual, una camiseta de cuadros negros y blancos introducida por el presidente Artur Oliveira Valença.
El debut del Boavista en Primera División tuvo lugar en la segunda temporada celebrada (1935/36), con una breve etapa de estabilidad entre 1945 y 1955. Con todo, los ajedrezados se convirtieron en un equipo ascensor que no pudo consolidarse en la élite hasta su regreso definitivo en 1969/70.

### Época dorada

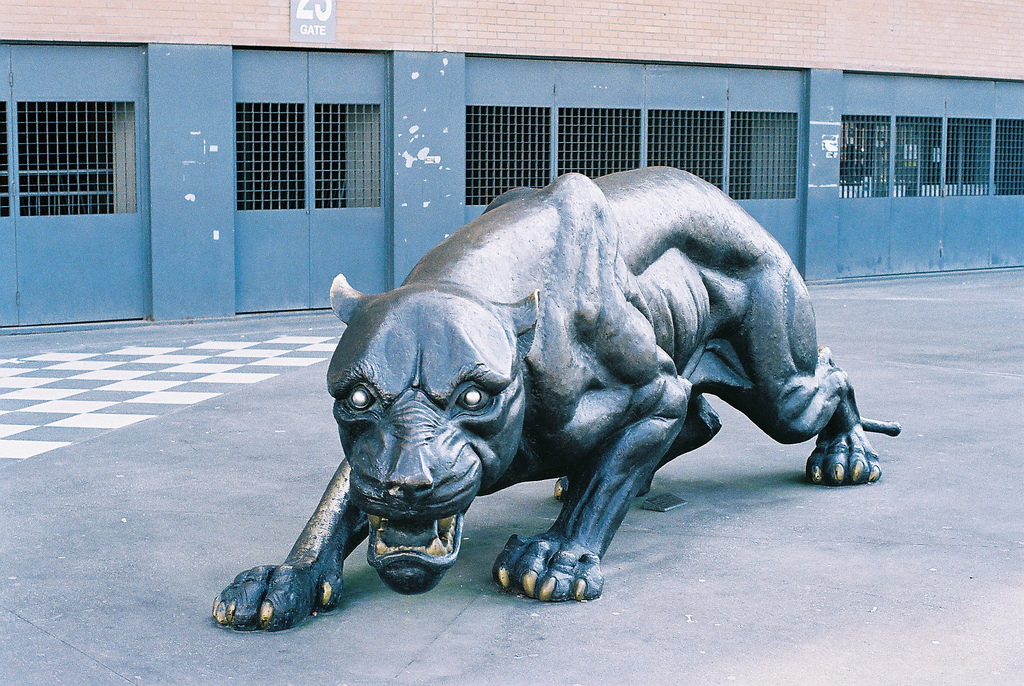
La estatua de una pantera negra, símbolo del Boavista, recibe al público en la entrada al Estádio do Bessa XXI.

En 1974 se produjo la irrupción de dos personajes clave en la historia del Boavista: el entonces director deportivo Valentim Loureiro, más tarde reconvertido en presidente del club, y el entrenador José María Pedroto. Bajo su mando, el equipo experimentó una notable mejoría al conquistar la Copa de Portugal de 1975 (1-2 ante el Benfica) y revalidarla al año siguiente (2-1 ante Vitória de Guimarães), así como el subcampeonato de liga en 1975/76. La buena racha no se detuvo con la salida de Pedroto al Oporto: la directiva contrató a Jimmy Hagan y este pudo levantar la tercera Copa portuguesa de 1979.
La construcción del Boavista como potencia del fútbol portugués dio sus frutos al comienzo de los años 1990. Sin ser capaces de romper el dominio lisboeta y portista en liga, la oportunidad llegaría en el resto de competencias: dos veces campeón de Copa (1991/92 y 1996/97), sendos triunfos en la Supercopa (1992/93 y 1997/98) y presencias habituales en las competiciones europeas, con especial mención a la Copa de la UEFA 1993/94. De aquella década destacarían futbolistas como Ricardo Pereira, João Pinto, Rui Bento, Nuno Gomes, Petit, Ricky, Jimmy Floyd Hasselbaink y Erwin Sánchez.
Ya en la presidencia de João Loureiro, hijo de Valentim, el objetivo final era la conquista de la liga. Precedida por una segunda posición en el año 1998/99 y buenas actuaciones en la Liga de Campeones de la UEFA, el Boavista tuvo que esperar a la temporada 2000/01 para levantar el único título de Primera División de su historia, a las órdenes de Jaime Pacheco y bajo la capitanía del boliviano Erwin Sánchez. Los blanquinegros se convertían así en el segundo equipo portugués que rompía el tradicional dominio de los «tres grandes» —Benfica, Sporting y Oporto—, 55 años después del éxito de Os Belenenses.
Los últimos dos logros del Boavista en su época dorada fueron el subcampeonato de 2001/02 y las semifinales en la Copa de la UEFA 2002-03.

### Descenso administrativo
Después de décadas de logros, el Boavista entró en una grave crisis por dos episodios. Por un lado la construcción del nuevo Estádio do Bessa XXI, sede de la Eurocopa 2004, se llevó la mayor parte del presupuesto y les obligó a traspasar a sus mejores futbolistas. Por otro lado, en 2007 el presidente João Loureiro tuvo que dimitir al poco de desvelarse el caso «silbato dorado», un escándalo de corrupción en el fútbol portugués que implicaba a varios clubes. En junio de 2008, el Boavista fue descendido administrativamente a Segunda División por presunta coacción arbitral en tres partidos de la temporada 2003/04.
En el plano deportivo, el descenso fue un jarro de agua fría para los blanquinegros, que terminaron penúltimos en 2008/09 y encadenaron un nuevo descenso al tercer nivel del sistema de ligas portugués. Sin dinero para formar un plantel competitivo, el equipo deambuló por cinco temporadas en el Campeonato Nacional.
En paralelo, la institución había iniciado una larga batalla judicial contra la Federación Portuguesa para recuperar la máxima categoría. Después de una sentencia favorable del Tribunal de Arbitraje Deportivo, la Justicia portuguesa falló en 2012 a favor de la readmisión del equipo en Primera División. El proceso se demoró dos años más por desencuentros entre la Liga Profesional y la FPF, pero finalmente el Boavista pudo regresar a la máxima categoría a partir de la temporada 2014/15.

### Situación actual
A pesar de tener el presupuesto más bajo de todos los participantes, los ajedrezados contrataron como técnico a Armando Teixeira y se aseguraron la permanencia sin apuros.
En octubre de 2020 los miembros de la directiva del Boavista aprobaron la entrada en el accionariado de Gerard Lopez, quien ese tiempo era el propietario del Lille OSC de la Ligue 1, lo que repercutiría en el futuro a medio plazo del club. Tras la llegada de Lopez el equipo se mantuvo en posiciones medias de la Primeira Liga, aunque se comenzaron a hacer patentes los problemas financieros de la entidad, debido a que la nueva administración tenía dificultades para gestionar varios equipos, ya que Lopez también se hizo con la propiedad del Girondins de Burdeos.
Durante las primeras jornadas de la temporada 2023-24 el Boavista logró colocarse en las primeras posiciones de la Primeira Liga, llegando a pelear el liderato de la competencia, sin embargo, el equipo no pudo mantener el ritmo debido a la mala gestión financiera, la cual provocó que el club recibiera un embargo de la FIFA que hizo que el club se encontrara imposibilitado para firmar a nuevos jugadores, el club también se enfrentó a otra sanción consistente en la inhabilitación del presidente del club durante un periodo de seis meses.  En consecuencia el equipo concluyó la temporada salvando la categoría en las últimas jornadas.
En el ciclo futbolístico 2024-25 la mala situación del club se hizo más notoria, llegando a tener problemas para cubrir los pagos de servicios del estadio, aunque en febrero de 2025 el Boavista consiguió contratar a diez jugadores libres tras el vencimiento del embargo de fichajes colocado por la FIFA, lo que hizo que el equipo consiguiera mejorar su situación, aunque sin lograr salir de la zona de descenso, finalmente el equipo ajedrazado descendió a la Segunda División en las últimas jornadas de la temporada.
En junio de 2025 el equipo no pudo completar su inscripción en la Liga de Honra, la segunda categoría del fútbol portugués, esto como consecuencia de la imposibilidad de la directiva para saldar las deudas contraídas con la seguridad social y las autoridades fiscales. El club tampoco pudo hacer válida su inscripción en la Terceira Liga ni el Campeonato de Portugal, por lo que el Boavista se verá obligado a jugar la temporada 2025-26 en el campeonato distrital de Oporto, cuatro niveles por debajo de la división donde militaba la temporada anterior.

## Uniforme
El Boavista utiliza desde 1933 una camiseta blanca a cuadros negros, razón por la que son apodados «ajedrezados». El responsable de introducirla fue Artur Oliveira Valença, presidente de la entidad en aquella época, quien compró las equipaciones de un equipo francés desconocido. Anteriormente, la entidad utilizaba camiseta negra y pantalón blanco.
| 1903-1933 | Desde 1933 |

## Estadio

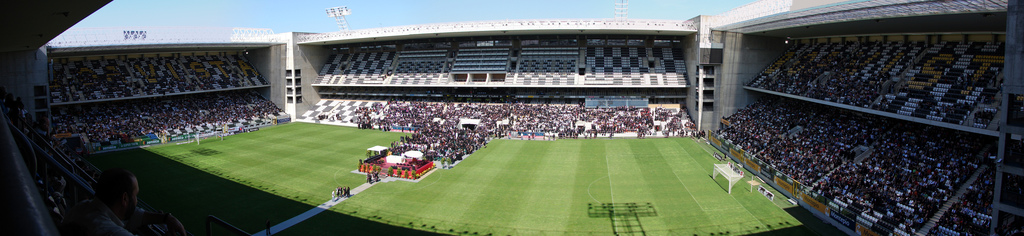
Imagen Panorámica Estádio do Bessa.

El Boavista FC disputa sus partidos como local en el Estádio do Bessa Século XXI, con capacidad para 28.263 espectadores. El campo fue abierto en 1972 en la céntrica avenida de Boavista, sobre unos terrenos que el equipo siempre ha utilizado para disputar sus partidos, y fue completamente renovado con motivo de la Eurocopa 2004.

## Estadísticas en competiciones internacionales
Nota: En negrita competiciones activas.
| Competición                  | Temp. | PJ  | PG | PE | PP | GF  | GC  | Dif. | Puntos | Mejor posición |
| ---------------------------- | ----- | --- | -- | -- | -- | --- | --- | ---- | ------ | -------------- |
| Liga de Campeones de la UEFA | 3     | 24  | 7  | 8  | 9  | 27  | 32  | -5   | 29     | Tercera Ronda  |
| Liga Europa de la UEFA       | 12    | 58  | 25 | 9  | 24 | 75  | 67  | +8   | 84     | Semifinales    |
| Recopa de Europa de la UEFA  | 5     | 18  | 6  | 7  | 5  | 28  | 17  | +11  | 25     | Segunda Ronda  |
| Total                        | 20    | 100 | 38 | 24 | 38 | 130 | 116 | +14  | 138    | 0 títulos      |

Actualizado a la Temporada 2019-20.

## Palmarés

### Torneos nacionales (9)
- Primera División de Portugal (1): 2000/01
- Copa de Portugal (5): 1974/75, 1975/76, 1978/79, 1991/92, 1996/97
- Supercopa de Portugal (3): 1979, 1992, 1997
- Segunda División de Portugal (2): 1936/37, 1949/50

### Torneos regionales
- Campeonato de Oporto (1): 1913/14

### Torneos amistosos
- Trofeo Ciudad de Granada (1): 1975
- Trofeo Ciudad de León (1): 1976

## Rivalidad
Como representante de la ciudad de Oporto, el Boavista FC mantiene rivalidad con el otro representante de la ciudad, el Futebol Clube do Porto. Juntos animan el "Derbi de Porto", rivalidad que se sucede en un contexto de disparidad total entre una institución y la otra, ya que mientras que deportiva e históricamente el FC Porto es una de las instituciones más laureadas de Portugal, a la vez de figurar entre las más reconocidas de Europa, el Boavista FC es una institución muy modesta del oeste de Oporto. Una clara muestra se da en el nivel de sus instalaciones, ya que mientras el FC Porto es propietario del colosal Estadio do Dragão, Boavista juega de local en el más modesto Estadio do Bessa. La brecha entre una institución y otra se observa también en las parcialidades, donde el FC Porto domina y tiene presencia en la amplia mayoría de la población de la ciudad. .

## Otras secciones deportivas

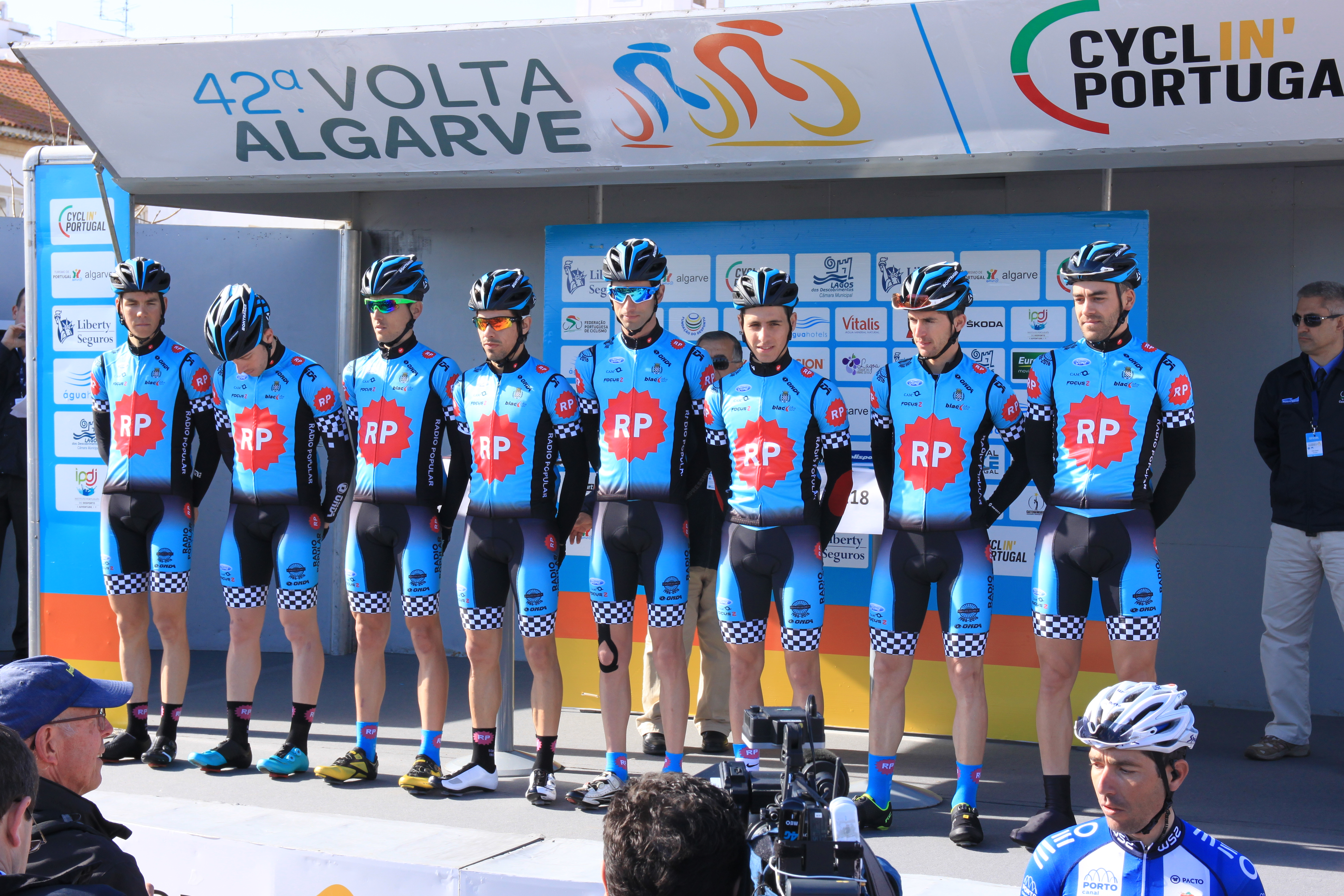
Equipo Radio Popular-Boavista en la Vuelta de Algarve de 2016.

Boavista fue fundado como un club de fútbol, pero pronto pasó a tener una clara vocación de club polideportivo. Actualmente gestiona 16 modalidades deportivas, sumando las secciones profesionales y las amateur, en disciplinas como fútbol femenino, fútbol sala, ajedrez, rugby, ciclismo, artes marciales, atletismo y deportes paralímpicos.
De todas las secciones existentes, la más conocida es el equipo profesional de ciclismo Radio Popular-Boavista, miembro de los Circuitos Continentales UCI. Desde su fundación en 1986 ha sido cantera de ciclistas como Tiago Machado, Danail Petrov, Manuel Antonio Cardoso, Domingos Gonçalves, Ezequiel Mosquera y Rui Sousa.